# 4-я улица Новосёлки
4-я улица Новосёлки — улица на севере Москвы, в микрорайоне Новосёлки Молжаниновского района Северного административного округа (САО).
Код ОКАТО: 45277584000. Код ОКТМО: 45343000. Встречается название улицы — Улица Новосёлки 4-я.

## Названия
29 октября 1984 года, в связи с расширением Москвы, Новосёлкинский сельский совет был упразднён, и его территория была присоединена к Ленинградскому району. В процессе присоединения территорий деревни Новосёлки с населением 209 жителей вошли в состав столицы Союза ССР. В 1986 году проезды деревни, не имевшие ранее названий (кроме получившего название годом ранее Новосельского проезда, ныне 1-я улица Новосёлки), получили названия с 1-й по 4-ю улицы Новосёлки.

## Описание
4-я улица Новосёлки начинается на пересечении Охтинского проезда и 2-я улица Новосёлки, и проходит перпендикулярно к Ленинградскому шоссе.
На 4-й улице Новосёлок расположены дома, постройки конца 1950-х годов, при переселении из за строительства аэропорта «Шереметьево», за исключением дома № 2, 1999 года постройки, (нумерация домов начинается со стороны Ленинградки): № 1; № 2; № 3; № 5; № 7; № 9; № 11; № 13; № 15. В доме № 2 по данной улице размещены:
- Территориальная избирательная комиссия Молжаниновского района;
- Инженерная служба Молжаниновского района САО города Москва;
- Муниципалитет внутригородского муниципального образования «Молжаниновский»;
  - Администрация муниципального округа «Молжаниновский».
- Муниципальное собрание:
  - Совет депутатов района Молжаниновский.
- Управа Молжаниновского района города Москвы.
- Государственное бюджетное учреждение (ГБУ) «Жилищник Молжаниновского района».

На улице, по её всей длине, около 350 метров, отсутствуют: тротуары, велосипедные дорожки, пешеходные переходы, велосипедные парковки, стелы пешеходной навигации и частично освещение.
В соответствии с планами Правительства Москвы в данном микрорайоне предусмотрено новое строительство жилых домов и объектов инфраструктуры и обустройство улиц.

## Транспорт

### Автобусные маршруты
По улице не проходят маршруты общественного транспорта, но в непосредственной близости от улицы проходит Ленинградское шоссе, где находятся остановки «Платформа Молжаниново», где останавливаются автобусные маршруты Мосгортранс и Мострансавто № 13, 30, 350, 400, 440, 465, 484, 817, 851, 865.
Также в непосредственной близости от улицы проходит Международное шоссе, где находятся остановки «Международное шоссе», где останавливаются автобусные маршруты № 43, 817, 851, 948, 949, н1.

### Железнодорожный транспорт
В 850 метрах находится платформа Молжаниново Ленинградского направления Октябрьской железной дороги.